# Сахаров, Виктор Александрович
Сахаров, Виктор Александрович (род. 9 ноября 1934 г.г. Мичуринск, Тамбовской обл.) — ведущий специалист в области подъёма жидкости с использованием газа (газлифт), доктор технических наук, профессор (1991 г.), действительный член РАЕН с 1998 г., почетный нефтяник (2004 г.)

## Фрагменты биографии
- Окончил семь классов школы № 19, г. Уфа в 1950 г.
- Окончил Уфимский геолого-разведочный техникум по специальности промысловая геофизика в 1954 г.
- Техник-оператор газокаротажной партии Туймазинской геофизической конторы треста Башнефтегеофизика.
- 1954-57 служба в армии. механиком по электрооборудованию самолётов
- Окончил с отличием Уфимский нефтяной институт в 1962 г.
- Окончил аспирантуру Московского нефтяного института им. Губкина И. М. при кафедре «Разработка и эксплуатация нефтяных месторождений» в 1965 году.

## Научная и педагогическая деятельность
- Постоянное место работы после окончания аспирантуры — Российский государственный университет нефти и газа (национальный исследовательский университет) имени И.М. Губкина — кафедра «Разработка и эксплуатация нефтяных месторождений». Младший научный сотрудник 1962-65 г., ассистент 1965-68 г., старший преподаватель 1968-74 г., доцент 1974—1991 г., профессор с 1991 года.
- Работал (командирован) в Алжирском национальном институте нефти, газа и химии (1969-1973 г.).
- Защитил кандидатскую диссертацию в 1967 г. на тему: "Образование новой фазы при движении многокомпонентных жидкостей в трубах".
- Защитил докторскую диссертацию в 1991 г. на тему "Основные закономерности работы и расчеты газо-жидкостных подъемников в осложненных условиях эксплуатации".
- В 1965 году установил закономерности связей кинематических характеристик многофазного потока.
- 1967 год — получил единую зависимость скорости всплытия пузырьков газа в жидкости от физических свойств флюидов.
- 1976 году создал лабораторную экспериментальную установку позволяющую исследовать работу газожидкостного подъемника любой высоты.
- 1976—1992 годы, выполнил теоретические и экспериментальные исследования лифтирования высоковязких жидкостей.
- 1982 год - обосновал применение мультипликатора давления для скважинной разработки продуктивных пластов с давлением  меньше гидростатического без подвода внешней энергии.
- 1987 год — разработал универсальную методику расчета промысловых газожидкостных подъемников на нефтяных месторождениях.
- 1994 год - разработал методику для выбора оборудования и установления режима работы скважины при эксплуатации нефтяного пласта за счет газа из газового пласта в разрезе этой же скважины.
- 2009 год - разработал компьютерную модель системы "пласт-скважина-выкидная линия" для газлифтной эксплуатации скважин и оптимизации их работы.

## Публикации
Соавтор более 120 печатных работ, в том числе 9 монографий, 12 учебных пособий, 1 учебник. Соавтор 14 изобретений.
- Сахаров В.А. "Экспериментальное определение относительной скорости движения газового пузырька в потоке жидкости"

Известия вуз, Нефть и Газ, №6, с.68-72, 1966 г.
- Справочное руководство по проектированию разработки и эксплуатации нефтяных месторождений" Добыча нефти. / колектив авторов - М., Недра, 1983 г. 455 ст.
- Сахаров В.А., Мохов М.А., Воловодов В.А. "Установка для изучения процессов движения трех фазных смесей в вертикальных трубах. Нефтепромысловое дело. №11, 1983 г. с.12-15.
- Сборник задач по технологии и технике нефтедобычи/ Мищенко И.Т., Сахаров В.А., Грон В.Г., Богомольный Г.И.. - Нелра, 1984 г. - с.272.
- Середа Н.Г., Сахаров В.А., Тимашев А.Н.. Спутник нефтяника и газовика: справочник, - М. Недра.1986 г. -с.325.
- Разработка и эксплуатация нефтяных, газовых и газоконденсатных месторождений./ Гиматудинов Ш.К.,и др. -М, Недра, 1988 г. -с.302.
- Сахаров В.А., Теоретические и экспериментальные исследования движения газожидкостных смесей в вертикальных трубах и нефтяных скважинах.НТИС. Серия нефтепромысловое дело -М:ВНИИОНГ, 1992 г. вып.9, с.1-14.
- Sereda N.G., Sakharov V.A., Timashev A.N.. Manual for Oil-and-Gas Jndustry Workers. -M.Mir, 1989. -328 r.
- Сахаров В.А., Джиембаева К.И., Эксплуатация скважин внутрискважинным газлифтом при расположении газового пласта ниже нефтяного. НТЖ Нефтепромысловое дело. №10-11, 1997 л. -с. 2-8.
- Мохов М. А., Сахаров В. А.Фонтанная и газлифтная эксплуатация скважин  Учебное пособие для ВУЗов.-М.: ООО "Недра-Бизнесцентр" 2008. 188 с
- В. А. Сахаров, М. А. Мохов Гидродинамика газожидкостных смесей в вертикальных трубах и промысловых подъемниках. Издательство «Нефть и газ» РГУ нефти и газа им. И. М. Губкина 2004 ISBN 5-7246-0292-X
- Сахаров В. А., Мищенко И. Т., Богомольный Г. И., Мохов М. А. Периодическая эксплуатация нефтяных скважин: Учебное пособие. — М.: МИНГ, 1985, 70 с.
- 'В. А. Сахаров, М. А. Мохов. Эксплуатация нефтяных скважин: Учебное пособие для ВУЗов.-М.: ООО "Недра-Бизнесцентр" 2008. 250 с.
- Мохов М. А., Сахаров В. А. Хабибуллин Х.Х. Оборудование и технология добычи нефти в осложненных условиях./ под ред. Мищенко И.Т. Учебное пособие для вузов. -М: ООО"Издательский Дом НЕДРА" 2010 - 196 с.
- В. А. Сахаров, М. А. Мохов Газлифтная эксплуатация скважин в осложненных условиях. Учебное пособие.-М."Издательский центр РГУ", 2017 г.- 216 с.

## Ученики и продолжатели в области совершенствования ГАЗЛИФТА
Подготовил 14 кандидатов технических наук
Ученики
За время работы В.А. Сахарова на кафедре было подготовлено  около 3000 инженеров для нефтегазовой промышленности России и зарубежья. Половине из них он читал лекции и проводил другие занятия, более 150 – его дипломники. Им выпущено более 30 магистров и кандидатов технических наук. Данные о наиболее успешных из его учеников приведены ниже. Указана дата защиты диссертации КТН его аспирантов. 
- Тасса Абдеррахман (1978) – Алжир.
- Абишев Салимжан Караевич (1983), главный технический менеджер «CentralAsiaPetroleumLtd», член Совета Директоров АО «Мангистаумунайгаз», Казахстан.
- Мохов Михаил Альбертович (1984), д.т.н., профессор кафедры «Разработка и эксплуатация нефтяных месторождений» РГУ нефти и газа им. И.М. Губкина.
- Такач Габор (1984), профессор Мишкольского Университета нефти и газа. – Венгрия.
- Воловодов Александр Васильевич  (1987), главный специалист по технологии добычи нефти, ООО «ПК Борец», Москва.
- Акопян Борис Арамович (1989), менеджер отдела механизированной добычи департамента внутрискважинных работ НК «Роснефть», Москва.pp
- Маджид Муххамед Лафта (1990), Ирак.
- Ихтисанов Валерий Астахович (1992), д.т.н., профессор, главный научный сотрудник «ТатНИПИнефть», Татарстан.
- Джиембаева Каламкас Идрисовна (1998), профессор Каспийского Общественного Университета, Казахстан.
- Тан Чуньмэй (1999), Китай.
- Диб Айман Реда (2000), Иордания.
- Миних Александр Антонович (2002), директор ООО «НТЦ Татнефть», Сколково.
- Чекушин Владислав Фаритович, генеральный директор ООО «Кынско-Часельское Нефтегаз».
- Чикайса Финлай Дарио (2003), Венесуэла.
- Сейткасымов Болат Сентжанович (2006), Казахстан.
- Самарин Илья Вадимович  – доцент кафедры «Автоматизация технологических процессов» РГУ нефти и газа им. И.М. Губкина.
- Барашкин Роман Леонардович  – заместитель заведующего кафедрой «Автоматизация технологических процессов» по научной работе РГУ нефти и газа им. И.М. Губкина.
- Васечкин Алексей Андреевич (2012), старший менеджер ООО «Природоохранительный центр - Групп».
- Осичева Лариса Викторовна, доцент каф. Физики Московского Технического Университета связи и информатики

## Почетные звания и награды
- Бронзовая медаль ВДНХ (1979 г.)
- Нагрудный знак «За отличные успехи в работе» в области Высшего образования СССР (1985 г.)
- Присвоено звание "Почетный нефтяник" (2004 г.)
- Серебряная медаль В. И. Вернадского (2009 г.)
- Сталинский (1959-1961) и Ленинский (1961-1962) стипендиат Уфимского нефтяного института.
- Почётный работник Губкинского университета (2009).
- Как выдающийся учёный удостоен Государственной стипендии Президента РФ (1994-1996).
- Нагрудный знак «Изобретатель СССР» (1985).
- Медаль Российской Академии Естественных наук «За вклад в развитие РАЕН» (2015).
- Почётный знак РАЕН за заслуги в развитии науки России (2010).
- Медаль «Ветеран труда» (1988).
- Медаль «В память 850-летия Москвы» (1997).